# Hullet i kælderen
Hullet i kælderen er en dansk kortfilm fra 1992 med instruktion og manuskript af Kayhan Rahgozar og Dorte Nielsen.

## Handling
En dødkedelig regnfuld novembersøndag danner baggrund for et ægteskabeligt opgør, der starter med en diskussion om et hul i kælderen der skal fyldes op. Filmen handler om jalousi og kærlighed... måske monopol på kærligheden. Den slutter i et dilemma mellem to forklaringer: Dræber manden sin kone og lever videre med minderne, eller er det hele blot en drøm?